# Lerista simillima
Lerista simillima är en ödleart som beskrevs av  Storr 1984. Lerista simillima ingår i släktet Lerista och familjen skinkar. Inga underarter finns listade i Catalogue of Life.